# Wufeng
Wufeng (Wufong) es uno de los 29 distritos de la ciudad de Taichung, República de China. Está en el sur de la ciudad.